# ソンホア県
ソンホア県（ソンホアけん、ベトナム語：Huyện Sơn Hòa / 縣山和?）は、ベトナム社会主義共和国フーイエン省の県。面積は950.33km²、人口は60,290人（2013年）である。

## 行政区画
1市鎮13社から構成される。